# Ponikiewka (dopływ Skawy)
Ponikiewka – potok, lewy dopływ Skawy o długości 8,79 km. 

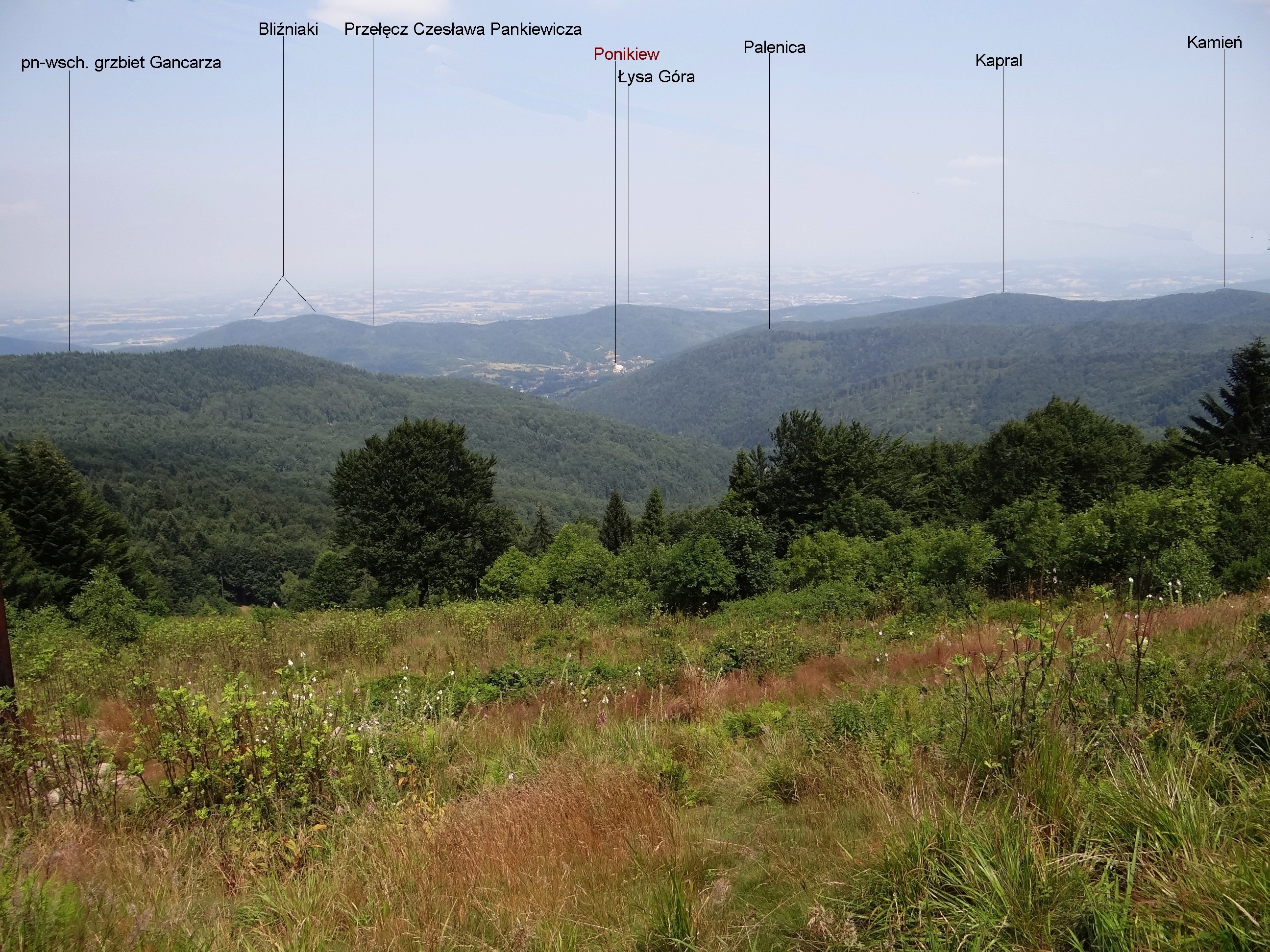
Widok z polany Beskid na dolinę Ponikiewki

Źródła potoku znajdują się na wschodnich stokach Beskidu Małego w miejscowości Ponikiew. Powstaje z połączenia dwóch źródłowych cieków oddzielonych od siebie krótkim, północno-wschodnim grzbietem Czoła. Najwyżej położone z tych źródeł znajdują się na wysokości około 770 m. Obydwa źródłowe cieki Ponikiewki łączą się z sobą u podnóży tego grzbietu, na wysokości około 445 m. Od tego miejsca Ponikiewka spływa w kierunku północno-zachodnim. Jej zlewnia obejmuje obszar między północno-wschodnim grzbietem Groń Jana Pawła II, który tworzy orograficznie prawe obramowanie doliny Ponikiewki, oraz północno-wschodnim grzbietem Gancarza i południowymi stokami grzbietu Bliźniaki – Iłowiec, tworzącymi lewe obramowanie. Obszar ten znajduje się w całości w obrębie miejscowości Ponikiew. Uchodzi do Skawy na wysokości 270 m.